# Abia Brandt
Emil Rasmus Abia Brandt (født 22. august 1886 i Aasiaat; død 1948) var landsrådsmedlem i Grønland.
Abia Brandt var søn af bådføreren Ole Hendrik Jakob Brandt (1847-1914) og hans første hustru Ane Marie Kristine Thorin (1851-1904). Abia Brandt blev gift fire gange, fordi tre af hans ægtefæller døde i en ung alder. Han var fanger, matros og senere kiffaq (medhjælper). I 1915 repræsenterede han sin fætter Wille Brandt i det nordgrønlandske landsråd.